# Arnöviken
Arnöviken är en by i Rogsta socken, Hudiksvalls kommun. Byn är belägen på Hornslandet. Arnöviken är även namnet på den vik som skiljer Hornslandet från fastlandet.
Byn räknades av SCB som småort år 1995 med namnet Arnön.